# Elizabeth Burgoyne Corbett
Elizabeth Burgoyne Corbett (Wigan, 1846 - Suffolk, 1930), també coneguda com a Mrs. George Corbett, periodista al Newcastle Daily Chronicle va ser una destacada i compromesa sufragista anglesa.
Prolífica escriptora, en la dècada de 1890 va arribar a escriure 15 llibres. Moltes de les seves novel·les van ser publicades per fascicles dins de revistes i no pas en format de llibre.
Va ser molt coneguda pels seus relats policíacs i sobretot per ser la creadora d'Annie Cory, una de les primeres dones detectius que es coneixen a la ficció contemporània, i protagonista de dues de les seves novel·les - Adventures of a Lady Detective (1890) i When the Sea Gives Up Dead (1894).
La seva novel·la més famosa, escrita al 1889, és New Amazonia: A Foretaste of the Future (Nova Amazònia: un futur anticipat), una utopia feminista en la línia de Herland, de Charlotte Perkins Gilman, encara d'actualitat més d'un segle després de la publicació.

## Novel·les
- The Missing Note (1881)

- Cassandra (1884)

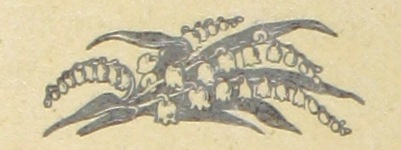
Nova Amazònia: un futur anticipat (1889)

- Pharisees Unveiled: The Adventures of an Amateur Detective (1889)
- New Amazonia: A Foretaste of the Future (1889)[5]
- A Young Stowaway (1893)
- Mrs. Grundy’s Victims (1893)
- When the Sea Gives Up Its Dead (1894)
- Deb O’Mally’s (1895)
- Little Miss Robinson Crusoe (1898)
- The Marriage Market (1903)
- The Adventures of Princess Daintipet (1905)

## Relats breus
- "Adventures of a Lady Detective" (1890)
- "Secrets of a Private Enquiry Office" (1891)